# ジェイコブ・シフ
ジェイコブ・ヘンリー・シフ（英語：Jacob Henry Schiff, 1847年1月10日 - 1920年9月25日）は、ドイツ生まれのアメリカの銀行家、慈善家。ヤコブ・ヘンリー・シフとも。生まれた時の名前（即ちドイツ名）は、ヤーコプ・ヒルシュ・シフ (Jacob Hirsch Schiff)。高橋是清の求めに応じて日露戦争の際には日本の戦時国債を購入した。勲一等旭日大綬章を明治天皇より贈られる。

## 生涯

### 生い立ち
フランクフルトの古いユダヤ教徒の家庭に生まれる。代々ラビの家系で、父は銀行員だった。1370年からフランクフルトのゲットーで、初代マイアー・アムシェル・ロスチャイルド時代に「グリューネシルト（緑の盾）」(Haus zum Grünen Schild) と呼ばれる建物にロスチャイルド家とともに住んでいた。

### 銀行家
1865年に渡米する。ニューヨークに着いた時はほとんど無一文だった。はじめ銀行の出納係に就く。28歳の時、クーン・ローブ商会に就職。
1885年、ソロモン・ローブの娘・テレサと結婚した。当時「西半球で最も影響力のある2つの国際銀行の1つ」と謳われたクーン・ローブの頭取に就任する。鉄道建設に投資し、ニューヨークのペンシルベニア駅やハドソン川地下横断トンネルなどを建設、電信会社、ゴム産業、食品加工の分野にも進出した。

## 慈善事業
シフは常にユダヤ人社会への強い絆を感じ続け、慈善という形で同胞のために貢献した。たとえばロシアでポグロムに苦しむユダヤ人を解放するために尽力し、ヘブライ・ユニオン・カレッジの創立と発展を助け、ニューヨーク公共図書館にユダヤ・セクションを作った。シオニズム運動、アメリカ赤十字、コロンビア大学、ハーバード大学などが寄付を受ける。
政治的・世俗的なシオニズムには反対だったが、ユダヤ人のパレスチナ入植には多額の寄付を行い、ハイファ工科大学の設立も援助した。

## ロシア・日本との関係
日露戦争に際しては、日銀副総裁であった高橋是清が外債募集のためアメリカに渡るが、どこも公債を引き受けようとしなかった。ついで2年前に日英同盟が結ばれていたイギリスに渡り、香港上海銀行のロンドン支部長だったユーウェン・キャメロン（デーヴィッド・キャメロンの高祖父）らのシンジケートから500万ポンドの公債引き受けをなんとかとりつけるが、バクー油田の利権を獲得していたイギリス・ロスチャイルドには融資を断られる。第1回の戦時国債は1,000万ポンドが必要だった。そんな中、ある銀行家の晩餐会で隣席したシフより「日本兵の士気はどのくらい高いか」などとの質問を受うけ、高橋が応答すると、翌朝、500万ポンド公債をシフが引き受けることが伝えられた。1904年5月、日本は戦時国債を発行することができた。総額1000万ポンド（約1億円）の債務に対し、国内での国防献金の総額は約570万円だったと言われている。
シフは2億ドルの融資を通じて日本を強力に資金援助したことで、日本勝利とロシア革命・帝政ロシア崩壊のきっかけを作った。以後日本は3回にわたって7,200万ポンドの公債を募集、シフはドイツのユダヤ系銀行やリーマン・ブラザーズなどに呼びかけ、これも実現する。結果として日本は勝利を収め、シフは一部の人間から「ユダヤの世界支配論」を地で行く存在と見なされるようになった。またこれ以後、高橋との親交を結んだ。
後にシフが高橋に語ったところによれば、融資の理由はロシアでの反ユダヤ主義（ポグロム）に対する報復だったと言われている。1881年、また1903年4月にはロシアで大規模なポグロムが起こっていた。「ロシア帝国に対して立ち上がった日本は神の杖である」と回想録に記している。
日露戦争後の1906年、シフは日本政府に招聘され、3月8日にパシフィック・メイル汽船会社のマンチュリア（満州）号に乗ってサンフランシスコを立ち、3月25日に横浜に到着。グランドホテルに宿泊する。3月28日に皇居を訪れ、明治天皇より最高勲章の勲一等旭日大綬章を贈られた初の外国人となった。シフらは呉を見学するなどした後、5月3日、門司より韓国・仁川に向かう。
シフの帝政ロシア打倒工作は徹底しており、第一次世界大戦の前後を通じて世界のほとんどの国々に融資を拡大したにもかかわらず、帝政ロシアへの資金提供は妨害した。1917年にレーニン、トロツキーに対してそれぞれ2,000万ドルの資金を提供してロシア革命を支援した。また、経営者一族がシフの縁戚となっていたファースト・ナショナル銀行ニューヨークは、ロックフェラーのチェース・マンハッタン、J・P・モルガン・アンド・カンパニーと協調して、ソビエトに対する融資を継続していた。
ポーツマス条約と日ソ基本条約以後は、1926年に大日本帝国海軍の影響下で北樺太に日本の国策石油会社北樺太石油が設立されている（資本金1,000万円は1931年には2000万円に増資）。

## エピソード
- 高橋の長女・わき子（和喜子）がニューヨークに留学していた時に3年間預かった。
- イスラエルのモシェ・バルトゥール駐日大使が1966年に着任した際には、昭和天皇より「日本人はユダヤ民族に感謝の念を忘れません。かつてわが国はヤコブ・シフ氏に大変お世話になりました」という発言を受けたという[要出典]。
- クーン・ローブ商会は1977年、リーマン・ブラザーズに合併された。
- シフのニューヨークの住所はマンハッタンの五番街965であった[6]。

## 家族
娘のフリーダはヴァールブルク家に嫁いだ。